# Els nous centurions
 Els nous centurions	  (The New Centurions) és una pel·lícula estatunidenca dirigida per Richard Fleischer, estrenada el 1972.Ha estat doblada al català.

## Argument
Kilvinski (George C. Scott) és un policia veterà que no sap fer una altra cosa en la vida, encara que ha perdut bastants facultats amb l'edat. Només davant de la idea de la jubilació es posa a tremolar. El seu company és Fehler (Stacey Keach), un tipus molt decidit que porta la seva professió a les venes. Fehler s'aboca a cos i ànima amb el seu treball, és capaç d'arriscar la seva vida en cada instant, sense pensar un segon en la seva dona, que l'espera a casa atemorida. Ambdós tenen diferents formes de veure la vida, i diferents motius per estimar la seva professió. Això els converteix en uns tipus peculiars i implacables.

## Repartiment
- George C. Scott: Kilvinski
- Stacy Keach: Roy Fehler
- Jane Alexander: Dorothy Fehler
- Scott Wilson: Gus
- Rosalind Cash: Lorrie
- Erik Estrada: Sergio
- Clifton James: Whitey
- Richard E. Kalk: Milton
- Ed Lauter: Galloway
- Dolph Sweet: el sergent Runyon
- James Sikking: Sergent Anders
- Beverly Hope Atkinson: Alice
- Mittie Lawrence: Gloria
- Isabel Sanford: Wilma
- Carol Speed: Martha
- Tracee Lyles: Helen
- Burke Byrnes: Phillips
- Michael DeLano: Ranatti (Renatti en VF)
- Bea Thompkins: Silverpants

## Crítica
| « | Un retrat honrat, encara que en negre, de la vida quotidiana dels policies de Los Angeles. Molta violència, però també una certa tendresa en aquesta visió resoltament pessimista. | » |